# コンフィデンシャル:国際共助捜査
『コンフィデンシャル:国際共助捜査』（原題：공조2: 인터내셔날、英題：Confidential Assignment 2: International）は、2022年公開の韓国のアクション映画。2021年1月に製作が発表された2017年に大韓民国で718万人を動員した大ヒット映画『コンフィデンシャル/共助』の続編。配給会社CJ ENM。メインキャストは前作に引き続いて出演するヒョンビン、ユ・ヘジン、ユナ（少女時代）に加えて、ダニエル・ヘニー、チン・ソンギュも加わった。

## あらすじ
残酷で緻密な犯罪組織を追って韓国に派遣された北朝鮮の刑事イム・チョルリョン（ヒョンビン）と、広域捜査隊への復帰のためにパートナーを自ら買って出た韓国の刑事カン・ジンテ（ユ・ヘジン）、そしてアメリカのFBI所属のジャック（ダニエル・ヘニー）まで、それぞれの目的で集まった南北米の刑事たちの共助捜査を描く。

## キャスト
※括弧内は日本語吹替
- イム・チョルリョン - ヒョンビン（日野聡）

北朝鮮刑事。
- カン・ジンテ - ユ・ヘジン（多田野曜平）

韓国刑事。
- パク・ミニョン - イム・ユナ（少女時代）（折井あゆみ）

ジンテの義妹。
- ジャック - ダニエル・ヘニー（神尾佑）

アメリカFBI捜査官。
- チャン・ミョンジュン - チン・ソンギュ（野坂尚也）

犯罪組織のリーダー。

## スケジュール
- 2021年2月13日頃　台本リーディング[7][8]
- 2021年2月20日　　クランクイン[9]
- 2021年6月14日　　クランクアップ[9]